# 梅勒塞
梅勒塞（法語：Mellecey，法語發音：[mɛlsɛ]）是法国索恩-卢瓦尔省的一个市镇，属于索恩河畔沙隆区。

## 地理
梅勒塞（46°48'39"N, 4°43'42"E）面积14.23 平方千米，位于法国勃艮第-弗朗什-孔泰大區索恩-卢瓦尔省，该省份为法国中部省份，北起顺时针与科多尔省、汝拉省、安省、罗讷省、卢瓦尔省、阿列省和涅夫勒省接壤。
与梅勒塞接壤的市镇（或旧市镇、城区）包括：方丹、德拉西堡、尚福尔热伊、沙特努瓦-勒鲁瓦亚勒、法尔日莱沙隆、日夫里、梅尔屈雷、圣但尼德沃、圣马丹苏蒙泰居。

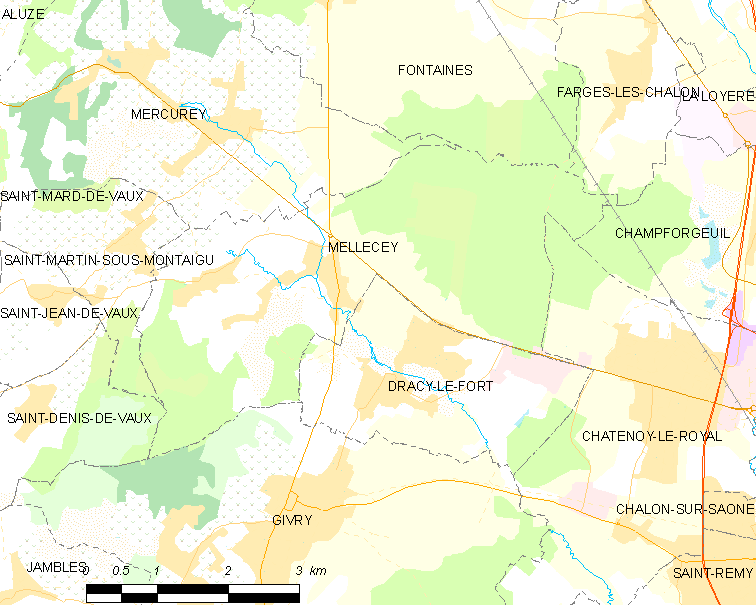
梅勒塞的OSM定位图

梅勒塞的时区为UTC+01:00、UTC+02:00（夏令时）。

## 行政
梅勒塞的邮政编码为71640，INSEE市镇编码为71292。

## 政治
梅勒塞所属的省级选区为日夫里县。

## 人口

1962-2008年间梅勒塞人口变化图示

梅勒塞于2022年1月1日时的人口数量为1311人。